# Foresta di Compiègne

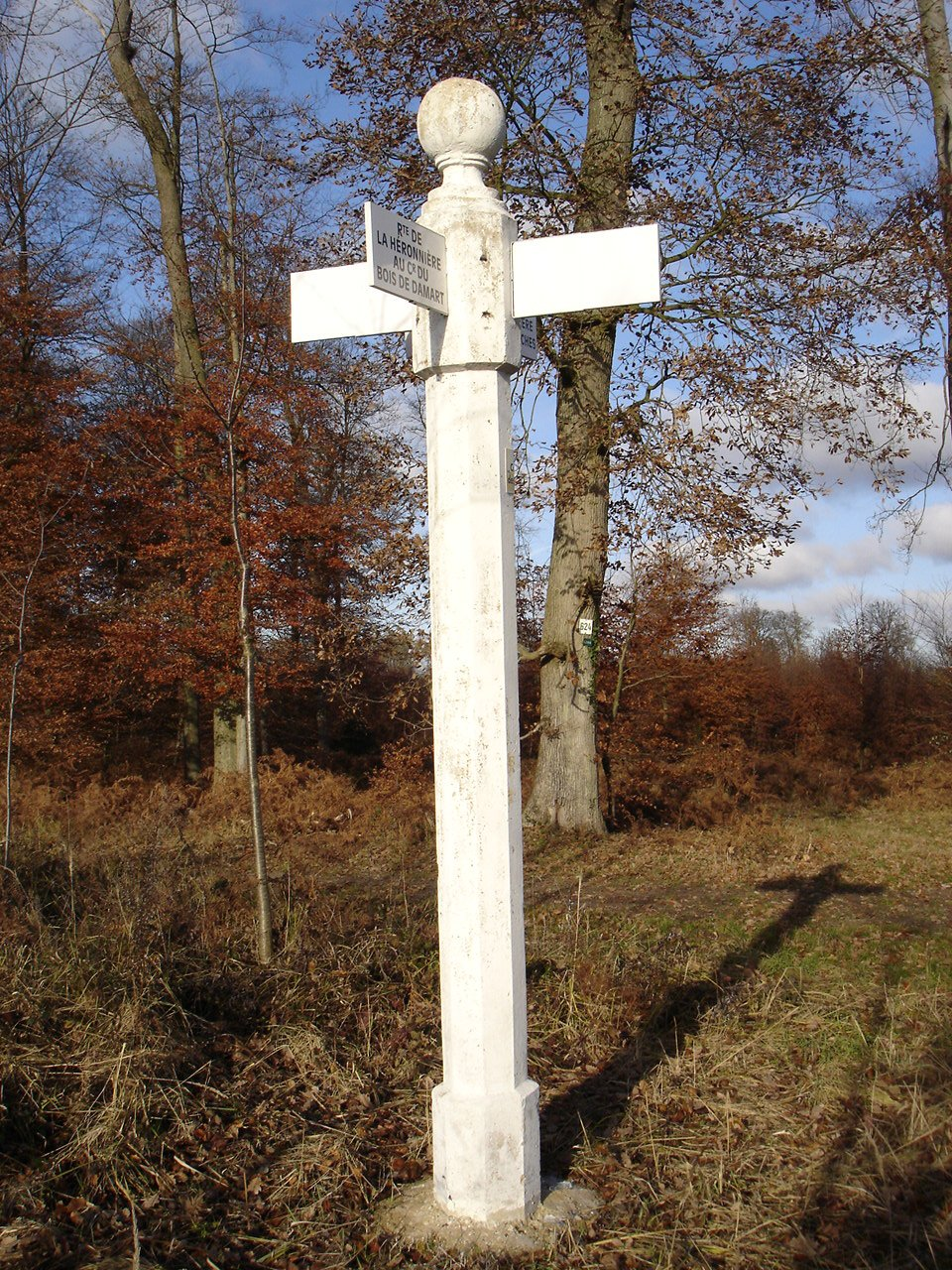
Foresta di Compiègne

La foresta di Compiègne (in lingua francese forêt de Compiègne) è una foresta demaniale della Piccardia vicina a Compiègne. Ha una superficie di 14.417 ettari, costituisce una delle più grandi estensioni boschive della Francia ed è per dimensioni la terza del paese. Essa è ricca sia di vegetazione, costituita per massima parte da querce e faggi, che di selvaggina. 

## Geografia
La foresta di Compiègne si estende a nord fino alla valle dell'Aisne, ad ovest fino a quella dell'Oise e dell'Automne, ad est fino al ruscello di Berne e di Vandy a sud  confina con Champlieu e Morienval.
La foresta ha una forma pressoché circolare con un diametro medio di 14 km., un perimetro di 43 km ed una superficie di 14.417 ettari.
Il punto più elevato della foresta si trova sulla piana di Palesne nel sud-est a 145 m d'altitudine.
L'Aisne la separa dalla forêt de Laigue a nord. A sud-est, la foresta di Compiègne è separata dalla forêt de Retz da 2,5 km di terreni coltivati.

## Storia
Nell'XI secolo a.C., al tempo dei Galli il luogo oggi occupato dalla foresta era una vasta zona umida, che verrà parzialmente coltivata al tempo dei Romani come mostrano le numerose vestigia gallo-romane.
La foresta propriamente detta, una volta chiamata forêt de Cuise, si estendeva più a est, probabilmente nei pressi del villaggio di Cuise.
Nel 561, vi morì il re franco Clotario I che lì era vissuto per gran parte dei cinquant'anni del suo regno.
Soltanto nel tardo Medioevo gli alberi presero il posto della palude e nel tempo si venne a creare la foresta attuale.
Numerosi re di Francia amarono venire a cacciare in questa foresta. Francesco I fu il primo a farvi costruire otto strade. Luigi XIV fece tracciare il grande ottagono e 54 nuove strade, Luigi XV e Luigi XVI ne fecero tracciare delle altre, fino a 200. La foresta presenta un terreno che varia di quota e che si presta bene alla caccia: pianori tagliati da valloni, colline, ruscelli e stagni.